# Metria binea
Metria binea là một loài bướm đêm trong họ Erebidae.